# Cantone di Contes
Il Cantone di Contes è una divisione amministrativa dell'arrondissement di Nizza.
A seguito della riforma approvata con decreto del 24 febbraio 2014, che ha avuto attuazione dopo le elezioni dipartimentali del 2015, è passato da 7 a 20 comuni.

## Composizione
I 7 comuni facenti parte prima della riforma del 2014 erano:
- Bendejun
- Berre-les-Alpes
- Cantaron
- Châteauneuf-Villevieille
- Coaraze
- Contes
- Drap

Dal 2015 i comuni appartenenti al cantone sono i seguenti 20:
- Bendejun
- Berre-les-Alpes
- Blausasc
- Breil-sur-Roya
- Briga Marittima
- Cantaron
- Châteauneuf-Villevieille
- Coaraze
- Contes
- Drap
- L'Escarène
- Fontan
- Lucéram
- Moulinet
- Peille
- Peillon
- Saorge
- Sospel
- Touët-de-l'Escarène
- Tenda